# 福岡県道221号吉富港線
福岡県道221号吉富港線（ふくおかけんどう221ごう よしとみこうせん）は、福岡県築上郡吉富町を通る一般県道である。

## 概要
築上郡吉富町大字小祝から築上郡吉富町大字広津に至る。

### 路線データ
- 起点：福岡県築上郡吉富町大字小祝（吉富港）
- 終点：福岡県築上郡吉富町大字広津（吉富町広津交差点、福岡県道・大分県道16号吉富本耶馬渓線起点、大分県道・福岡県道109号福土吉富線終点、大分県道・福岡県道113号中津豊前線交点）

## 路線状況

### 重複区間
- 大分県道・福岡県道108号中津吉富線（築上郡吉富町大字広津・吉富町小犬丸交差点 - 築上郡吉富町大字広津・吉富町広津交差点）

## 地理

### 通過する自治体
- 築上郡吉富町

### 交差する道路
| 交差する道路                                                                                             | 交差する場所 | 交差する場所            |
| --- | ------------ | ----------------------- |
| 大分県道・福岡県道108号中津吉富線 重複区間起点                                                           | 大字広津     | 吉富町小犬丸交差点      |
| 大分県道・福岡県道108号中津吉富線 重複区間終点                                                           | 大字広津     | 吉富町広津交差点        |
| 福岡県道・大分県道16号吉富本耶馬渓線 大分県道・福岡県道109号福土吉富線 大分県道・福岡県道113号中津豊前線 | 大字広津     | 吉富町広津交差点 / 終点 |

### 交差する鉄道
- 日豊本線

### 沿線
- 吉富港
- 豊前警察署 吉富駐在所